# Artefatos arqueológicos no metrô do Rio de Janeiro
Os Artefatos arqueológicos no Metrô do Rio de Janeiro foram encontrados durante as escavações da Linha 4 do Metrô da cidade do Rio de Janeiro em duas etapas distintas; No ano de 2013 no bairro da Leopoldina e em 2014 nos bairros Ipanema e Leblon. O trabalho foi coordenado pelo arqueólogo Cláudio Prado de Mello e fiscalizado pelo Instituto do Patrimônio Histórico e Artístico Nacional (IPHAN) e pelo Instituto Rio Patrimônio da Humanidade (IRPH).

## Escavações

### Bairro da Leopoldina
No ano de 2013, durante as escavações no bairro da Leopoldina, foram encontradas peças de dois períodos distintos da ocupação da região.

#### Época dos Paleoíndios (de 3.000 a 4.000 anos atrás)
Foram encontradas cerca de 50 artefatos de pedra, como pontas de lança, batedores e raspadores, e mais de 400 conchas da época que os paleoíndios circulavam pelos arredores da Baía de Guanabara. Essas peças compunham os sambaquis, locais onde eram amontoadas as sobras de alimentação e instrumentos obsoletos.

#### Época das demolições para modernização (entre 1870 e 1920)
Foram encontrados entulho, madeira, além de itens pessoais como porcelanas, frascos de perfume, pratarias, joias e peças de ouro importadas, que pertenciam aos nobres e foram descartados na Leopoldina. No local, foram achadas ainda escovas de dente de marfim e osso, com a inscrição em francês “Sua Majestade o imperador do Brasil”, que pode ter pertencido a Dom Pedro II.

### Bairros Ipanema e Leblon
No ano de 2014, durante as escavações nos bairros Ipanema e Leblon, foram encontradas mais de 150 peças e cerca de 1,4 mil resquícios de ocupação na região. Foram achados fragmentos de alvenaria, enfeites de telhado, peças de porcelana, talheres, moedas, vidros e penicos, além de trechos do antigo sistema de trilhos de bonde. A região era um areal, ocupado por chácaras no século XIX e início do século XX e loteado em 1918. Os líquidos encontrados nas garrafas de vidro e quatro penicos de ágata, feitos de metal com uma camada de esmalte, foram encaminhados para a Fundação Oswaldo Cruz e feita análise de paleoparasitologia.